# Kieselrot
Als Kieselrot oder Kieselrotasche bezeichnet man eine rote Schlacke, die bei einem während des Zweiten Weltkriegs angewandten Röstreduktionsverfahren zur Kupfergewinnung anfiel. In Deutschland wurde sie in den 1950er und 1960er Jahren ausgeliefert und vor allem als Belag für Aschenbahnen und Aschenplätze verwendet. Weiterhin wurden Gemeinden in Frankreich, Belgien, Holland und Dänemark beliefert. Die Dioxin-Belastung von Kieselrot wurde erst 1991 entdeckt. In der Folge wurden zahlreiche Spiel- und Sportplätze gesperrt und saniert. Kieselrot enthält ein typisches Dioxinmuster, in dem hochchlorierte Dibenzofurane dominieren. Daneben enthält es weitere hochchlorierte Verbindungen wie Hexachlorbenzol und polychlorierte Biphenyle.

## Geschichte
Seit Ende der 1930er Jahre wurden in der Kupferhütte im sauerländischen Marsberg (Westfalen) von einem Nachfolgeunternehmen der Stadtberger Hütte AG Kupferschiefer-Vorkommen mit einem Kupfergehalt von nur 1,3–1,5 % abgebaut. Um möglichst viel Kupfer aus dem niedrigkonzentrierten Erz zu erhalten, verwendete man das Röstreduktionsverfahren: Dabei bildeten sich lösliche Kupfersalze, die aus dem erkalteten Roherz ausgelaugt werden konnten. Die zurückbleibende Schlacke wurden auf Halden deponiert. Durch das Zusammenkommen von Kohlenstoff, Schwefel und Chlor bei einer vergleichsweise niedrigen Rösttemperatur entstanden im Röstgut erhebliche Verunreinigungen mit stark giftigen hochchlorierten Organochlorverbindungen wie Dioxin (s. Schadstoffentstehung und -Belastung).
Im Sommer 1938, kurz nach Aufnahme der Produktion der Kupferhütte im sauerländischen Marsberg, kam es in der Gemarkung Marsberg zu einem größeren Viehsterben. Der Betriebsleiter der Hütte ging von einem Schaden von 600.000 bis 800.000 Reichsmark aus.
1939 warnte der Betriebsleiter der Kupferhütte die Leitung der damaligen Hermann-Göring-Werke vor einer Verseuchung der Umwelt.
Von 1955 bis wenigstens 1967 baute die Marsberger Tiefbaufirma Möllmann & Pohle 400.000 – 800.000 Tonnen der Schlacke wieder ab. Sie wurde unter der Bezeichnung Marsberger Kieselrot sowohl als Belag für Sport- und Spielplätze als auch für den Straßen- und Wegebau verkauft. Man verwendete das Material vor allem in Nordrhein-Westfalen, Hessen, Niedersachsen und Bremen. Nach Angaben des Spiegel (19/1991) sollen mindestens 800.000 Tonnen Dioxin-Schlacke vermarktet worden sein.
Erst 1991 fielen bei Bodenuntersuchungen in der Nähe von Sport- und Spielplätzen, deren Belag aus Kieselrot bestand, extrem hohe Dioxingehalte auf. Schnell wurde die Schlacke der sauerländischen Kupferhütte als Verursacher ermittelt.
Obwohl man trotz der hohen Bodenbelastung bei Blutuntersuchungen von insgesamt 98 Personen „lediglich bei einem Teil der Kinder geringfügig erhöhte Belastungen“ feststellte, welche „nach derzeitigem Kenntnisstand nicht als Gesundheitsgefährdung einzustufen“ seien, weil nur ein „geringer Transfer zum Menschen“ bestehe, empfahl man, diese aus Vorsorgegründen zu sperren und „vordringlich zu sanieren“.
Während Nordrhein-Westfalen, Bremen und Hamburg nach ersten Ergebnissen einer Untersuchung an Einwohnern von Marsberg dioxinverseuchte Sportplätze 1991 wieder freigaben, hielten Länder wie Bayern, Niedersachsen, Hessen und Baden-Württemberg ihre Sportanlagen weiter geschlossen.
Untersuchungen belegen, dass von den belasteten Flächen dioxinbelastete Stäube in die nähere Umgebung verweht wurden. Es wird davon ausgegangen, dass sie über Jahre hinweg als Emissionsquellen für Dioxine wirkten.

## Einzelne Beispiele
In Bochum könnten „Gemäß einem Erlass der Landesregierung vom 13.07.1991 (...) alle Flächen ohne gesundheitliche Schädigungen genutzt“ werden. Kieselrot könne jedoch „Auswirkungen auf die Umwelt“ haben. Dennoch ließ die Stadt Bochum nach und nach alle Plätze von der Schlacke befreien. Die Sanierung war aber bis 2014 nicht abgeschlossen.
Laut einer Veröffentlichung des Chemischen Untersuchungsamts Nürnberg aus dem Jahr 1991 reiche selbst eine Sperrung nicht aus: „Um die Sicherheit der Anwohner der betroffenen Sportanlagen zu gewährleisten“ heißt es dort, „reicht die Sperrung der Anlage nicht aus“. „Um eine Verwehung des belasteten Materials zu verhindern“, sei es notwendig, „die Sportplätze oder -bahnen mit Folie so abzudichten, dass kein Staub mehr ausgetragen werden kann“. „Langfristig“ bleibe aber nur ein kompletter Austausch des belasteten Bodens, der „als Sondermüll zu gelten“  habe.
Nachdem die Zusammenhänge geklärt waren, wurden in Deutschland etwa 1400 Sport- und Kinderspielplätze gesperrt. Ein Teil der Sportplätze wurde einige Zeit später wieder für den Gebrauch freigegeben. Sie sind heute zum größten Teil saniert, worunter man beispielsweise gemäß Erlass des Landesumweltministeriums NRW in den neunziger Jahren als „langfristige Sicherung auch das Belassen auf der Fläche und die Aufbringung einer Sperrschicht“ verstand. Diese relativ kostengünstige Methode der Sanierung birgt jedoch Mehrkosten, weil die Entsorgung mit weiteren Baukosten entweder später anfällt, oder im Fall der Städte Bottrop und Schwerte auch das Risiko des erneuten Vordringens an die Oberfläche in sich birgt.
Die Stadt Bottrop sei 2013 „sehr überrascht“ gewesen, dass die vom Land empfohlene Methode offenkundig nicht sicher sei. Demnach ergaben Kontrollen erneut „sehr hohe Dioxinwerte an der Oberfläche“, da die Deckschicht durch Aufweichung und Glätten des Platzes zerstört worden sei.
Dass unter dem Spielplatz in Schwerte-Ost eine Kieselrotaschenschicht liegt, war der Stadtverwaltung schon seit 1992 bekannt. Auch dort war das Material nach Erlass des Landesumweltministeriums damals mit Boden abgedeckt worden. 2015 war man gemäß einer Mitteilung der Unteren Bodenschutzbehörde des Kreises Unna noch zur Einschätzung gekommen, „die vorhandene Abdeckung reiche aus“. 2017 ergab eine Sanierungsuntersuchung in Oberflächenmischproben erneut Belastungen durch Kieselrot: Ursächlich wurde festgestellt, dass es zu „einer witterungsbedingten Abnutzung und Abtragung der Deckschicht“ gekommen sei. Die Verwaltung sperrte den Spielplatz. Durch das mitsamt der Deckschicht erhöhte Entsorgungsaufkommen liegt die Sanierung der Anlage und des Bolzplatzes am Lindenweg „mittlerweile im siebenstelligen Bereich“. Die Stadt Schwerte hat Förderanträge gestellt.

## Schadstoffentstehung und -Belastung
Die im sauerländischen Marsberg verarbeiteten Kupferschiefer-Vorkommen mit einem Kupfergehalt von nur 1,3–1,5 % enthielten neben anderen Verunreinigungen bis zu 10 % Bitumen. Um möglichst viel Kupfer aus dem niedrigkonzentrierten Erz zu erhalten, verwendete man das Röstreduktionsverfahren: dem Kupferschiefer wurden bis zu 8 % Kochsalz und 2 % Pyrit beigemischt, dann wurde das Gemisch bei Temperaturen von 450 bis 600 °C geröstet. Dabei bildeten sich lösliche Kupfersalze, die aus dem erkalteten Roherz ausgelaugt werden konnten. Die zurückbleibende Schlacke wurde auf Halden deponiert.
Durch das Zusammenkommen von Kohlenstoff, Schwefel und Chlor bei einer vergleichsweise niedrigen Rösttemperatur entstanden durch De-novo-Synthese im Röstgut erhebliche Verunreinigungen mit hochchlorierten Organochlorverbindungen. In der Schlacke wurden Chlorbenzole, Chlorphenole, polychlorierte Biphenyle und polychlorierte Naphthaline nachgewiesen. Daneben waren auch schwefelhaltige Verbindungen wie chlorierte Benzothiophene enthalten.
Die größte Bedeutung unter den Schadstoffen in der Schlacke haben die polychlorierten Dibenzodioxine und Dibenzofurane. Charakteristisch für das Dioxinmuster von Kieselrot ist der besonders hohe Anteil der hochchlorierten Dibenzofuran-Kongenere. Als Gesamtgehalte an Dioxinen wurden 10.000–100.000 ng I-TEQ/kg Trockenmasse bestimmt.
| Cl1DD - Cl3DD | k. A. | Cl1DF - Cl3DF | k. A. |
| Cl4DD         | 9     | Cl4DF         | 100   |
| Cl5DD         | 23    | Cl5DF         | 244   |
| Cl6DD         | 32    | Cl6DF         | 615   |
| Cl7DD         | k. A. | Cl7DF         | 1675  |
| Cl8DD         | 530   | Cl8DF         | 3140  |
| Gesamt-PCDD   | 730   | Gesamt-PCDF   | 6311  |

## Gesundheitliche Folgen
Bei Schürfwunden kann es zu sogenannten „Schmutztätowierungen“ kommen, wenn Partikel bei Stürzen tiefer in die Haut eindringen und insofern ohne Operation dauerhaft in der Haut verbleiben und ihr schädigendes, z. B. wundheilungsstörendes oder karzinogenes, Potential dort entfalten können.